# Цхинвали
Цхинва̀ли (на грузински: ცხინვალი; на осетински: Цхинвал, Чъреба; на руски: Цхинвал) е столица на обявилата се за независима от Грузия (2008), призната от Русия, Венецуела, Никарагуа, Науру и Тувалу, държава Южна Осетия, до 1990 г. влизаща като автономна област в Съветска Грузия.
Градът е разположен на река Голяма Лиахви.

## История
Древното название на града е Рцхинвали (място на дървета), по време на Руската империя (от 1774 г.) градът носи името Местечко. В състава на Грузинската ССР се нарича Цхинвали, а в периода от 1934 до 1961 г. – Сталинири по името на Сталин.

## Население
Населението на града през 2008 г. е около 30 000 души.

## Икономика
Електротехническа, металообработваща, лека и хранително-вкусова промишленост. Има крайна железопътна гара по линията Гори-Цхинвали.

## Култура
Педагогичеки институт, театър, Южноосетински музей.

## Побратимени градове
- Абхазия: Сухуми, Абхазия
- Приднестровие: Тираспол, Приднестровие

## Топографски карти
- Лист от карта K-38-64 Цхинвали. Мащаб: 1 : 100 000. Състояние на местността към 1987 год. Издание 1989 г.